# Ness-monster
Het Ness-monster is een fabeldier dat niet moet worden verward met het monster van Loch Ness. Het zou de voorouder van het monster van Loch Ness zijn. Volgens andere bronnen is het Ness-monster hetzelfde dier als het dier in Loch Ness. Zie voor een gedetailleerde beschrijving: Monster van Loch Ness.
Het mensenetende Ness-monster leefde vroeger in de rivier de Ness, maar werd 500 n.Chr. verjaagd door Sint-Columba. Het had een onfortuinlijke man met de naam Lugneus Mocumin aangevallen, waarop de aanwezige Sint-Columba een kruis ophief en in de naam van God sprak: “Tot hier en niet verder! Raak de man niet aan! Ga onmiddellijk weg!” Het monster trok zich terug in de diepten van Loch Ness. Lugneus overleefde het voorval en de mensen die aanwezig waren bekeerden zichzelf onmiddellijk tot het christendom.